# Brolo
Brolo (Brolu, en siciliano) es un municipio situado en la ciudad metropolitana de Mesina, en Sicilia, Italia. Tiene una población estimada, a fines de noviembre de 2021, de 5743 habitantes.

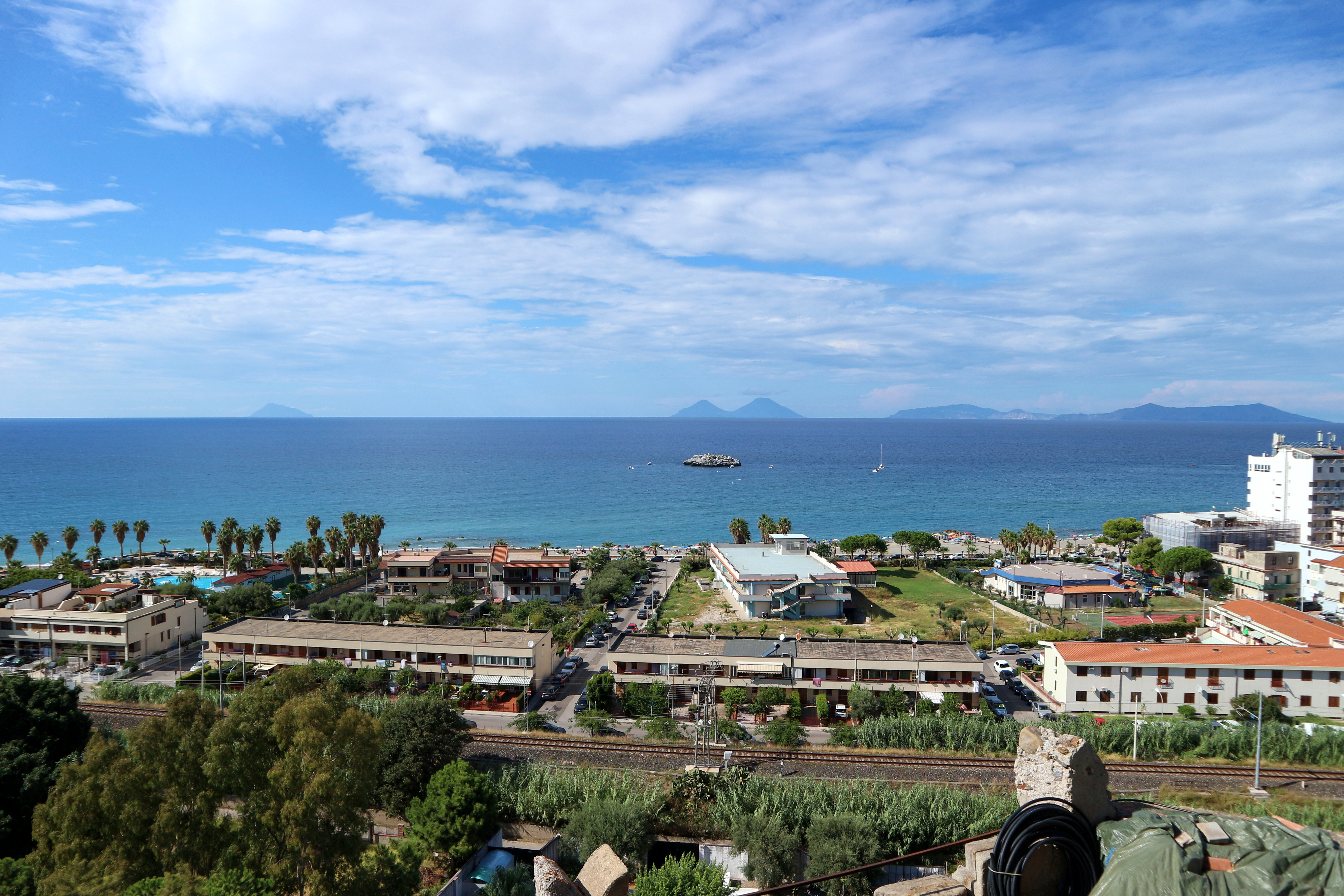

## Evolución demográfica
| Gráfica de evolución demográfica de Brolo entre 1861 y 2021 |
|                                                             |
| Fuente ISTAT - elaboración gráfica de Wikipedia             |